# Alexander Samuel
Pour les articles homonymes, voir Samuel (homonymie).
Cet article possède un paronyme, voir Samuel Alexander.
Alexander Samuel, né le 21 décembre 1984 à Munich, est un militant de mouvement social, docteur en biologie moléculaire et professeur de mathématiques. Il s'est particulièrement fait connaître lors du mouvement des gilets jaunes, en alertant sur les effets sur la santé du gaz lacrymogène.

## Situation personnelle
Alexander Samuel est enseignant en mathématiques et sciences dans un lycée professionnel de Grasse. Né en Allemagne de parents auteurs de guides touristiques allemands, il est naturalisé français le 5 septembre 2007. Il soutient sa thèse de doctorat le 20 décembre 2013 à l'Université de Nice Sophia-Antipolis. 
Il a été chargé de mission de l'Académie de Nice pour le Centre de liaison de l'enseignement et des médias d'information (CLEMI) de Nice en 2018. 

### Musique et actions politiques
Cette section ne s'appuie pas, ou pas assez, sur des sources secondaires ou tertiaires indépendantes du sujet.

Pour l'améliorer, ajoutez-en, ou placez des modèles {{Source secondaire souhaitée}} ou {{Source secondaire nécessaire}} sur les passages mal sourcés. (avril 2025)
De 2008 à 2018, il est chanteur dans le groupe de black metal Fhoi Myore[Pas dans la source] sous le pseudonyme de Sreng of the Seven Swords[réf. nécessaire]. Le groupe produit une démo et un split album avec Darkenhöld en 2009, réunis dans une compilation en 2010, suivie d'un EP intitulé la même année. Le groupe sortira deux albums, Fhoi Myore en 2012, et Per Antiquum Chaos Divina Animae Fides en 2017 ainsi que trois autres split albums avec Pestiferum (2013), Wyrms (2015) et Dödsferd (2018). Il réalise une tournée française en 2013 avec Angmar et Darkenhöld[Pas dans la source] et une tournée européenne en 2018 avec Sordide[réf. nécessaire]. La musique est enregistrée dans le Sylvan Black Studio, studio d'enregistrement construit et réalisé par ses propres soins. 
Il prend position contre l'influence de l'extrême droite et contre le NSBM dans ce milieu musical. Très actif sur les réseaux sociaux, il est à l'origine de l'annulation de plusieurs concerts, dont le Winter Rising Fest en novembre 2022, ou le Night for the Blood en 2023 dans l'est de la France.

## Mouvement des gilets jaunes

### Lutte au sein des Gilets jaunes
Alexander Samuel intègre le mouvement des Gilets jaunes, dénonce l'utilisation des gaz lacrymogènes lors des manifestations, et met en cause la présence de cyanure qui entraînerait des douleurs, vomissements et migraines.

### Procès et interpellations

#### Interpellations classées sans suite
Alexander Samuel est mis en garde à vue le 23 mars 2019 durant l'affaire Geneviève Legay à Nice lors d'une manifestation interdite par un arrêté préfectoral au motif de « non-dispersion suite à sommation ». L'affaire est classée sans suite après un rappel à la loi. Par ailleurs, la cour administrative d'appel de Marseille estime en 2022 que l'arrêté du Préfet des Alpes-Maritimes portait atteinte à la liberté de se rassembler et de manifester et confirme donc le caractère légal de la manifestation du 23 mars 2019.
Le 21 septembre suivant, lors de la manifestation pour le climat à Paris le biologiste est interpellé et mis en garde à vue 24 heures pour « jet de trottinette », accusation qu'il rejette. L'affaire a été également classée sans suite.
Le 26 octobre 2019, Alexander Samuel est arrêté en pleine rue et placé en garde à vue pendant 48 heures par la police pour avoir participé à un happening contre la banque Société générale. À cette occasion, son domicile est aussi perquisitionné, son matériel informatique aurait été saisi par les forces de l'ordre et rendu au bout de deux jours. Alexander Samuel n'est pas suivi de poursuites car « l'enquête et la garde à vue n'ont pas permis de retenir d'éléments à son encontre » indique le procureur adjoint de Nice,.

#### Procès du gaz lacrymogène
En juin 2022, Alexander Samuel comparaît devant le tribunal correctionnel de Paris avec deux médecins pour « avoir coordonné des prélèvements sanguins lors de manifestations de Gilets jaunes » en 2019. Lors de l'audience, le biologiste précise ne pas avoir pu réaliser les prélèvements sanguins après les manifestations, car il faut les effectuer « tout de suite après l’exposition » afin de connaître précisément le dosage du cyanure supposé. Il rappelle également « avoir également pris soin d’informer les policiers de la raison de leur présence dans les manifestations ». 
Durant le procès, Alexander Samuel est soutenu par André Picot, ancien directeur de recherche au Centre national de la recherche scientifique (CNRS), qui « estime que la pratique ne lui pose aucun problème » et que celle-ci avait déjà été mise en œuvre par un médecin lors de l'incendie de l'usine Lubrizol à Rouen sans aucune conséquence judiciaire.
Le Conseil national de l'Ordre des médecins sollicité à l'époque des faits, a estimé que le prélèvement de sang dans la rue « n'était pas interdit tant qu'il était effectué par des professionnels qualifiés et avec le consentement de la personne ». Sur ce dernier point, Alexander Samuel et les deux autres médecins estiment avoir obtenu le consentement des Gilets jaunes pour les prises de sang. Cependant, un des manifestants a porté plainte par la suite malgré son accord oral confirmé par écrit « estimant n'avoir pas été en mesure sur le moment de le faire en toute conscience » car il était en situation de détresse respiratoire.
Dans cette affaire, le procureur de la République rappelle que « les actes de prélèvements relèvent de la recherche et non d’une procédure de diagnostic en vue de lancer une alerte de toxico-vigilance » et requiert deux mois de prison avec sursis à l'encontre des prévenus pour violation du Code de santé publique,. L'avocat du manifestant plaignant demande quant à lui 2 000 euros au titre de préjudice moral. Alexander Samuel et ses deux collègues médecins sont relaxés en septembre 2022.

## Travaux sur les gaz lacrymogènes
Durant le mouvement des Gilets jaunes, des manifestants font remonter à Alexander Samuel l'information selon laquelle le gaz lacrymogène, contenu dans les grenades à dispositions des forces de l'ordre, contiendrait du cyanure,. Après avoir étudié la littérature scientifique sur le sujet, il publie un rapport dans  l'Association Toxicologie-Chimie (ATC) de Paris avec le chimiste et toxicologue français André Picot, pointant les mécanismes biochimiques en jeu, démontrant comment le 2-chlorobenzylidène malonitrile (la molécule du gaz CS) produit dans l'organisme deux molécules de cyanure, et compilant les effets connus sur la santé.

## Vulgarisation sur la Covid-19
Dès le début de l'épidémie de Covid-19, Alexander Samuel publie régulièrement, sur son blog, des articles de vulgarisation scientifique. Il  intervient à plusieurs reprises lors d'interviews ou directement en manifestation pour expliquer certains mécanismes biologiques liés à l'infection par le SARS-CoV-2, aux vaccins ou certains médicaments,. Il s'oppose notamment aux infox véhiculées par Idriss Aberkane et le collectif Reinfocovid créé par Louis Fouché,.  
Le lanceur d'alerte dénonce également des études frauduleuses de Didier Raoult. Ce dernier décide en retour de porter plainte pour diffamation,. Alexander Samuel estime que la démarche juridique du professeur marseillais n'est qu'une procédure-bâillon,. Il considère que Didier Raoult a placé ses patients dans une situation de « cobayes à leur insu ». L'audience s'est déroulée le 6 octobre 2023, mais le tribunal prononce un renvoi au 24 septembre 2024. L’IHUm manifeste sa volonté de se désister de l’affaire et ne plus soutenir Didier Raoult estimant que ce procès en diffamation relève dorénavant d'une « affaire privée ». Didier Raoult se désiste finalement de sa plainte à titre personnel la veille du procès, mais Alexander Samuel dénonce l'annonce de plusieurs milliers d'euros de frais de justice.